# 佐山雅弘
佐山 雅弘（さやま まさひろ、1953年11月26日 - 2018年11月14日）は、日本のジャズピアニスト、作曲家。兵庫県尼崎市出身。射手座、AB型。

## 来歴
小学生の頃、幼馴染の好きな女の子がピアノを習っていたのがきっかけでピアノを弾き始める。中学1年生の頃にピアノを習うのを一時辞めるが、中学2年生の時叔父に誘われて行ったオスカー・ピーターソンのライブに感銘を受け、ジャズに目覚める。国立音楽大学作曲科に入学するもピアニストとしてプロの仕事が増え、中退。RCサクセションのゴンタ2号は学友だった。影響された音楽家はチック・コリア、ハービー・ハンコック。好きなものはワインと麻雀、ポールウィンナーソーセージ。

## 年譜
1976年、RCサクセションのライブやレコーディングをサポート。当時は「セクシー佐山」というステージ・ネームだった。
以後、東京交響楽団、木野雅之（ヴァイオリン）、松田昌（ピアニカ）、瀬木貴将（サンポーニャ＆ケーナ）、平野レミ（シャンソン歌手）、伊太地山伝兵衛（歌手、ギタリスト）などジャズの枠を超えたアーティストとも共演し、ジャンルを問わず幅広く活動。プリズムの元メンバー。デューク・エイセスの音楽監督、編曲、楽曲提供者としても活動。
1995年、PONTA BOXとしてモントルー・ジャズ・フェスティバルに出演。
2000年、村上“ポンタ”秀一、村田陽一と共に自社レーベル『3 VIEWS』設立。
2001年、和田誠監督の映画『真夜中まで』に出演。ミューザ川崎ホールアドバイザー、名古屋音楽大学客員教授、母校国立音楽大学のジャズ科非常勤講師などを務める。
2007年、（財）ローランド芸術文化振興財団（現・かけはし芸術文化振興財団） マスタークラスの指導講師に就任。
2014年、胃癌を切除する手術を受ける。療養しながら音楽活動を続けた。2017年5月に腸閉塞が確認され手術。
2017年 、佐山を中心として、『佐山雅弘new Trio B'Ridge（ブリッジ）』結成。メンバーは、佐山雅弘（ピアノ）、織原良次（フレットレスベース）、福森康（ドラムス）
2018年8月14日、定期健診を受けた際、血液検査の数値が思わしくなくそのまま療養入院。同年11月14日、死去。64歳没。

## ディスコグラフィ

### リーダーアルバム
- 『SBATOTTO』（1984年、ポリドール・レコード）
- 『Play me a little music』（1986年、ビクター音楽産業）
- 『Thrill me』（1987年、ビクター音楽産業）
- 『SHUFFLE』（1992年、ビクター音楽産業）
- 『GOMBO』（1995年、ビクターエンタテインメント）
- 『HYMN FOR NOBODY』（1995年、ビクターエンタテインメント）※忌野清志郎参加
- 『a point of the globe』（1997年、ビクターエンタテインメント）※沢田研二参加
- 『ABOVE HORIZONS』（2000年、ビクターエンタテインメント）
- 『佐山雅弘 plays ゴールドベルク』（2004年、ビクターエンタテインメント）
- 『「クロニクル」佐山雅弘ベスト1984－2005』（2006年、ビクターエンタテインメント）

### M’s（マサチャンズ）feat.佐山雅弘
ビクターエンタテインメント
- 『FLOATIN’TIME』（2002年）
- 『M’s 2nd』（2003年）
- 『STANDARD MIND』（2005年）
- 『WE GOT RHYTHM  M's LIVE at MUZA』（2007年）
- 『SKETCH OF SEASON』（2008年）

### PONTA BOX
ビクターエンタテインメント
- 『PONTA BOX』（1994年）
- 『PONTA BOX 2　Dessert in the Desert』（1995年）
- 『PONTA BOX Live at The Montreux Jazz Festival』（1995年）
- 『THE ONE』（1997年）
- 『MODERN JUZZ』（1997年）
- 『PONTA BOX THE BEST』（1998年）
- 『PONTA BOX meets YOSHIDA MINAKO』（1998年） - 吉田美奈子（Vo）参加
- 『THE NEW FRONTIER』（1999年）
- 『NYPB』（2001年）
- 『GOSH』（2002年） - 吉田美奈子（Vo）参加

### その他セッション
- 『PAPA JACK MOYER』（2000年、ビクターエンタテインメント）

### 参加作品
- 『J.B.ハロルド 殺人クラブ(殺人倶楽部・マーダークラブ)』（1990年11月23日、PCエンジン CD-ROM2用ゲームソフト）[5]3曲（CD音源）[6]
- ジョニー吉長 - 『JRSM』（1994年、江戸屋レコード）
  - タイトルの「JRSM(ジュラズム)」はジョニー吉長、ロミー木下、佐山雅弘、森園勝敏のイニシャルをつなげたもの
- 『聖夜物語 AnEarth Fantasy Stories』（1995年12月22日、PCエンジン CD-ROM2用ゲームソフト）全曲[7]
- 『PIANO COLLECTION FINAL FANTASY X-2』（2004年、avex trax）4曲編曲・演奏

## 著書
- 佐山雅弘『ジャズ・ピアノ・マスター・シリーズ メロディー・フェイク編「枯葉」 DVD版』リットーミュージック（原著2008/10/20）。ISBN 978-4845616145。
- 佐山雅弘『楽譜の見方・読み方』大泉書店（原著2010/3/1）。ISBN 978-4278051094。